# حاشیه‌پردازی
حاشیه‌پردازی نتیجه طرح‌واره‌های فکری نامتجانس است که در آن، تمرکز بحث یا نوشته از موضوعی به موضوع دیگر منحرف می‌شود و ممکن است دوباره بر سر موضوع اصلی بازگردد. در حاشیه‌پردازی، جزئیات ناضرور و اشاره‌های بی‌ربط سبب می‌شوند در پرداختن به موضوع اصلی، تأخیر ایجاد شود.
فرد با بیش از حد پرداختن به جزئیات و زیاده‌گویی‌های ناشی از تمایل برای بیان همه جزئیات، سبب از میان رفتن دقت و مهچنین درستی آنچه مایل به بیانش است، می‌گردد.
حاشیه‌پردازی با گفتار متقاطع یا tangential speech که در آن فرد از موضوع اصلی بحث منحرف شده و دیگر بدان بازنمی‌گردد، تفاوت می‌کند. همچنین نیاز به یادآوری است که شدت حاشیه‌پردازی، بسیار کم‌تری از اختلال پرگویی یا logorrhea است که در آن فرد، بیش‌از نیاز واژه استفاده می‌کند و واژه‌ها را بسیار تکرار می‌کند.

## نشانه‌ها
فرد حاشیه‌پرداز به آرامی می‌اندیشد و به صورت یک‌نواخت و طولانی، به جزئیات و ریزه‌کاری‌های بی‌ربط می‌پردازد. در واقع همان‌گونه که از نامش بر می‌آید، گویی برای فرد، پرداختن به نکات حاشیه‌ای، مهم‌تر از موضوع اصلی است. بیرون کشیدن اطلاعات از چنین فردی بسیار دشوار است چرا که بر موضوع مورد نظر تمرکز ندارد. با این حال در بیش‌تر موارد، با تکیه بر جزئیات بیان شده می‌توان به موضوع اصلی نیز دست یافت.

## نمونه‌ها
به‌طور نمونه چنانچه از یک فرد حاشیه‌پرداز بخواهید سن مادر فوت‌شده کسی را که در یک حادثه تصادف جان خود را از دست داده، برایتان بگوید، وی در آغاز شروع می‌کند به صحبت طولانی در رابطه با تصادف‌های رانندگی و اینکه همه‌ساله چه میزان از انسان‌ها در این تصادف‌ها جان خود را ازد دست می‌دهند و اینکه چه قدر این موضوع می‌تواند برای افراد جانکاه باشد، و آن گاه پس از بیان همه این جزئیات بی‌ربط، سن مادر شخص در هنگام فوت در تصاف را به شما می‌گوید.

## درمان
بهره‌گیری از فنون اصلاح رفتار، داروهای ضد صرع و داروهای ضدافسردگی و ضد اضطراب می‌تواند در درمان این افراد مفید باشد.